# Benavente (freguesia)
Benavente es una freguesia portuguesa situada en el municipio de Benavente. Según el censo de 2021, tiene una población de 9386 habitantes.